# Peggy Hayama

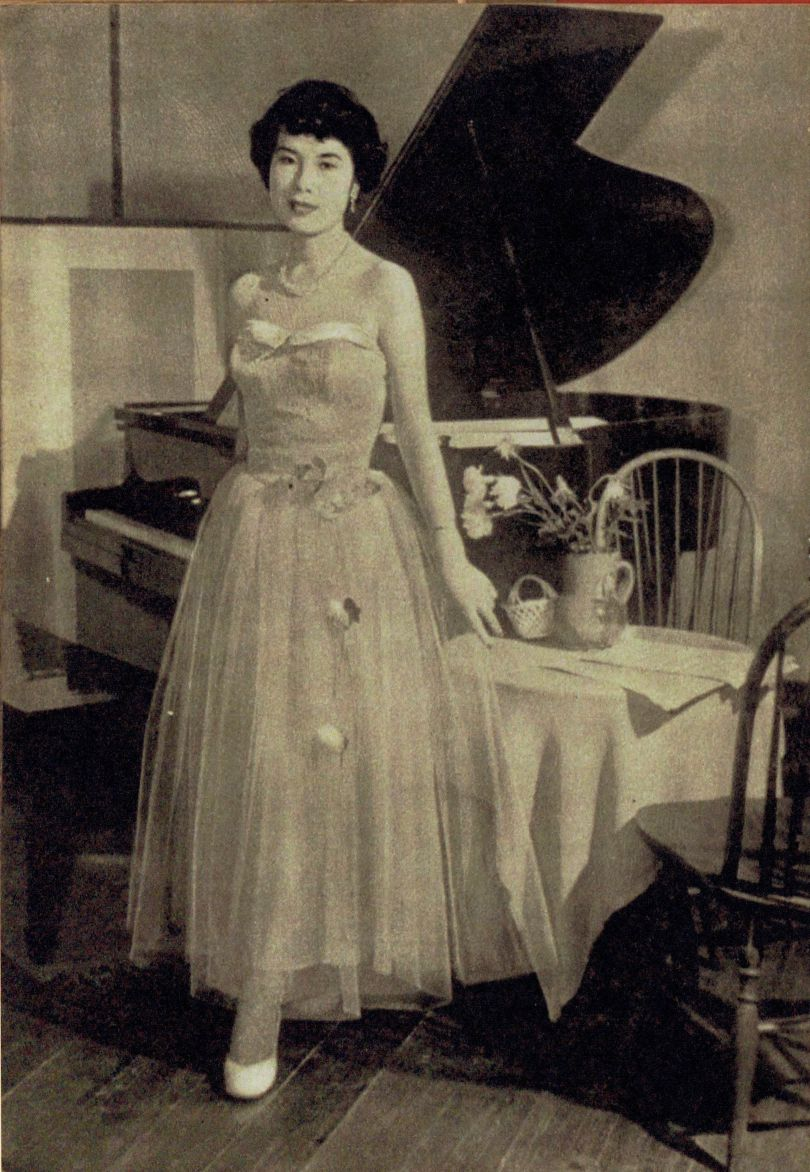
Hayama in 1952

Peggy Hayama (ペギー葉山) geboren als Shigeko Mori (森 繁子, 9 december 1933 – 12 april 2017) was een Japanse pop- en jazzzangeres. Ze verscheen ook in een paar films.

## Loopbaan
Hayama ging naar Aoyama Gakuin Senior High School, waar ze ontdekt werd als jazzzangeres. Ze debuteerde toen ze achttien was, in 1952, en twee jaar later zong ze voor het eerst in de oudjaarsshow Kohaku Uta Gassen. Hayama was bekend voor haar Japanse versie van "Do-Re-Mi", een shownummer uit The Sound of Music, in 2007 verschenen op Nihon no Uta Hyakusen, een soort top 100 aller tijden. Ze was ook stemacteur voor Japanse versies van Disneyfilms. Ze kwam met een Japanse cover van "The Wedding" (onder de oorspronkelijke titel "La Novia"). Hayama's beroemde Japanse songs zijn onder andere "Having Left Tosa", "School Days" en "Shimabara Lullaby". Hayama trad voor het laatst op in maart 2017, tijdens een herdenkingsconcert voor Fubuki Koshiji.
Hayama werd in 1993 geëerd door het Japanse ministerie van onderwijs voor haar bijdragen aan de kunsten in Japan. Twee jaar later kreeg ze een Eremedaille met het paarse lint. In 2004 ontving Hayama een Orde van de Rijzende Zon, IVe Klasse.
Hayama was gehuwd met de acteur Jun Negami, van 1965 tot diens dood in 2005. Peggy Hayama overleed aan de gevolgen van een longontsteking.